# アルティザン・アンド・アーティスト
アルティザン・アンド・アーティスト株式会社（英: Artisan & Artist Co., Ltd.）は、東京都目黒区に本社を置く鞄企画・製造・販売会社。

## 概要
1986年、半杭誠一郎によってデザインされたメイクアップアーティストやスタイリストに向けて作られたメイクボックスやメイクブラシが原点となり、1991年1月に会社として設立された。職人としての卓越した技術と芸術家・プロフェッショナルの妥協のない要求を形にすることをモットーに、素材やデザイン性に優れながら、プロからも認められるレベルの使いやすさを併せ持ったバッグなどを製造・発売している。
1991年からはプロフェッショナルユースの感覚をより多くの人に、という理由でコスメポーチを開発、渋谷ロフトで発売開始すると評判を呼び、以後は全国各地にショップ展開を行う。また1997年からはビジネスマンに向けたバッグを、1999年からはカメラバッグやアクセサリーを発売、メイクバッグ・コスメポーチ・カジュアルバッグと共に商品展開の中核となった。1998年には海外にも進出、海外からの評価も高まっている。

## 商品

### コスメティックライン
コスメティックポーチやメイクバッグだけでなく、メイクブラシなども手掛けている。タイアップ企画で誕生したものには、『2時っチャオ!』（TBS）でのIKKOプロデュースによるコスメミニバッグなどがある。また、メイクブラシは伝統工芸である熊野筆を用いている。

### カジュアルライン
トートバッグやショルダーバッグ、リュック、トラベルバッグなどを手掛けている。タイアップ企画で誕生したものには、富士通WEBMART専売のFMV LOOX U専用ポーチや小型バッグ、『DIME』（小学館）との企画によるオリジナルバッグ「大人のランドセル DIME ver」、『ちい散歩』（テレビ朝日）での地井武男プロデュースによる「ちいちいバッグ」などがある。

### カメラライン
カメラバッグだけでなく、ストラップやカメラケースなどのアクセサリーも手掛けている。カメラバッグに関しては半杭がライカ使いでカメラ・写真愛好家ということもあった。自分が使いたいバッグがなかったため作り上げたことから始まっている。『日本カメラ』（日本カメラ社）の雑誌企画で誕生したカメラバッグ、『デジタルカメラマガジン』（インプレスジャパン）との共同開発のカメラ用ストラップ、等を販売したことがある。

### ライフスタイルライン
ライフスタイルラインとして、スマートフォンストラップやタオルハンカチも手掛けている。スマートフォンストラップは、付属のホルダーを使うことで、一般的な多くのスマホケースに装着でき、長さ調節も容易にできる。